# Точка останова

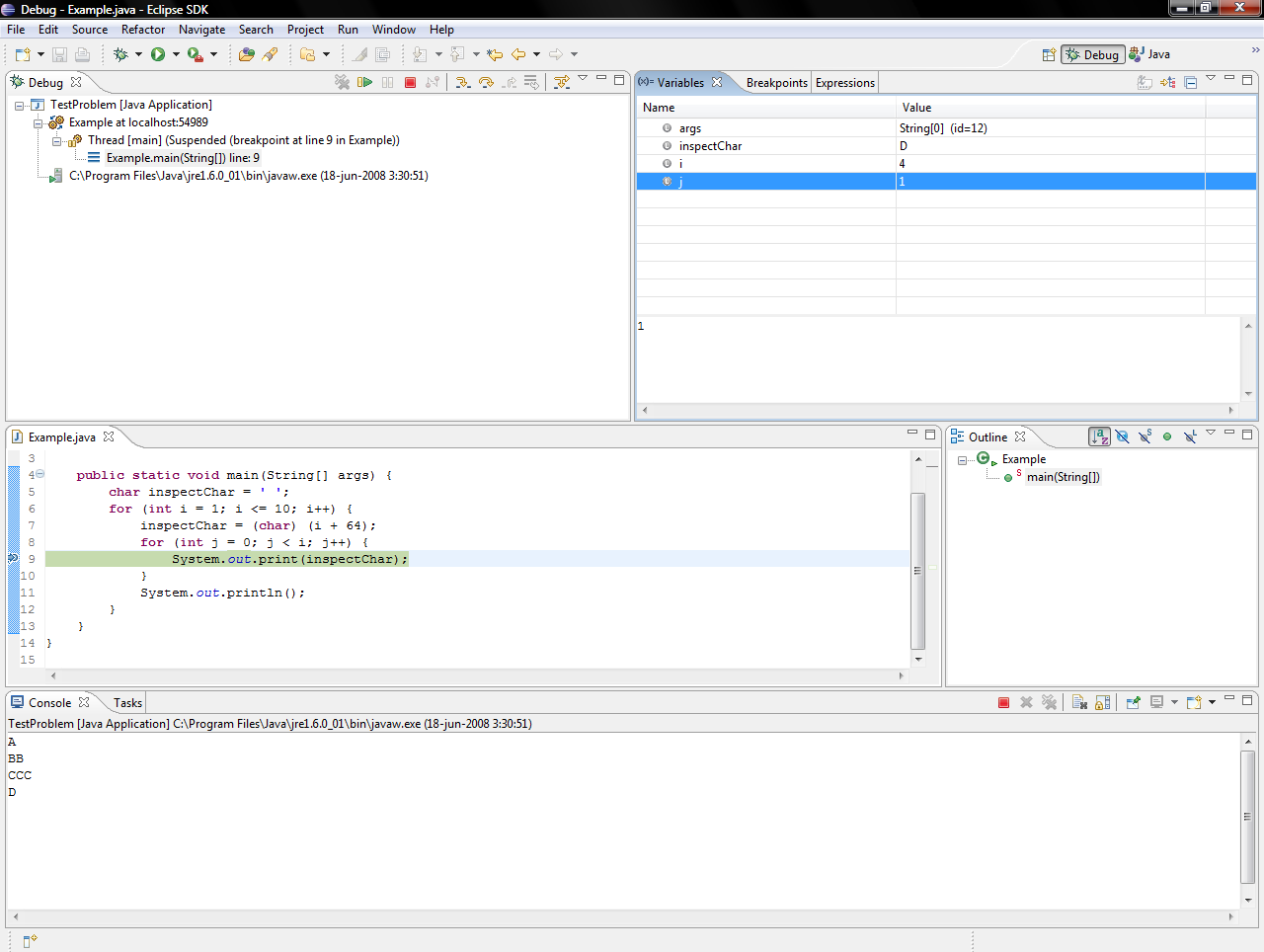
Интерфейс отладчика Eclipse с программой, остановленной в точке останова.

В программировании то́чка остано́ва (англ. breakpoint) — это преднамеренное прерывание выполнения программы, при котором выполняется вызов отладчика (одновременно с этим программа сама может использовать точки останова для своих нужд). После перехода к отладчику программист может исследовать состояние программы (логи, состояние памяти, регистров процессора, стека и т. п.), с тем чтобы определить, правильно ли ведёт себя программа. В отличие от полной остановки, с помощью останова, после работы в отладчике программа может быть завершена либо продолжена с того же места, где произошёл останов.
На практике точка останова определяется как одно или несколько условий, при которых происходит прерывание программы. Наиболее часто используется условие останова при переходе управления к указанной инструкции программы (instruction breakpoint). Другое условие останова — операция чтения, записи или изменения указанной ячейки или диапазона ячеек памяти (data breakpoint или watchpoint).
Многие процессоры имеют аппаратную поддержку точек останова (обычно только для instruction breakpoint и watchpoint). При отсутствии такой аппаратной поддержки отладчики используют программные точки останова.